# Institut supérieur de gestion
ISG Business School er en europæisk business school med campusser i Paris, New York City og Tokyo. Skolen, der blev grundlagt i 1967, er medlem af IONIS Education Group.